# Antonino Polifroni
Antonino Polifroni (1947 – Varapodio, 30 settembre 1996) è stato un imprenditore italiano, vittima della 'Ndrangheta.

## Biografia
Imprenditore edile padre di sei figli, comincia la propria attività tra gli anni sessanta e settanta del secolo scorso, lavora con appalti pubblici e privati nella Piana di Gioia Tauro ma la 'Ndrangheta vuole manifestare il suo potere e la sua violenza chiedendo il pizzo a Polifroni ma questi si rifiuta sempre e scattano minacce, soprusi, intimidazioni, telefonate minacciose, fucilate alle finestre di casa, incendi ai cantieri dell'impresa edile di Polifroni, l'imprenditore però continua a rifiutare e denuncia il tutto alle forze dell'ordine. Nel 1992 per queste sue denunce subisce un attentato dinanzi casa e rimane ferito, in seguito gli viene imposto un altro tipo di estorsione e cioè rifornirsi di materiale da imprese mafiose ma anche questa volta l'imprenditore rifiuta categoricamente.

## L'omicidio
Il 30 settembre 1996 Polifroni viene ucciso da due uomini a colpi d'arma da fuoco terminando la loro missione di morte con un colpo di grazia.

## Tributi
Ogni due anni la sua famiglia lo ricorda con un bando che prevede l'assegnazione di 18 assegni di studio da destinare agli studenti di scuole primarie e secondarie di primo grado di Varapodio al fine di sostenere il diritto allo studio ed educare alla legalità e alla pace.